# 한국한자어사전

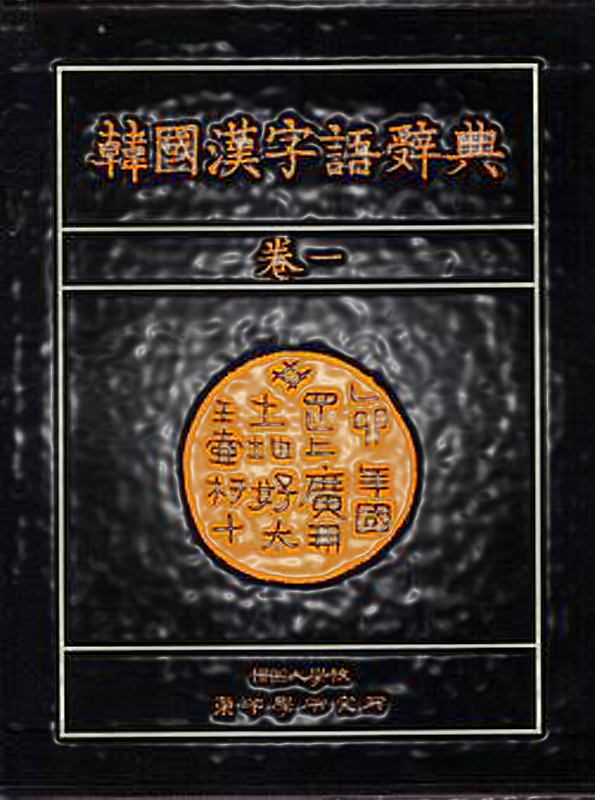
『한국한자어사전』(전4권)
(檀國大 韓國漢字語辭典)

『한국한자어사전』(韓國漢字語辭典)은 한국에서 만든 한국식 한자와 한국에서만 사용하는 한국식 한자용어 등을 집대성하여 편찬한 한국식 한자 사전이다.
한국 인명, 지명, 제도명, 이두 용어, 향찰, 구결 등 약 84,000단어의 출전을 밝혀 국학의 초석이 될 수 있다는 평이다.
단국대학교 동양학연구소에서 1996년 11월 3일, 전 4권을 완간하였으며, 사전에는 2만여 자에 15만여 단어에 이르는 다양한 내용이 수록되어 있다.

## 초판본
단국대학교 동양학연구소는 “일본, 중국에도 없는 한국 한자어 사전을 만들자”는 집념의 산물로 『한한대사전』(漢韓大辭典) 중 한국에서만 쓰이고 있는 한자를 모아서 1992년 9월 23일 『한국한자어사전』1권을 출간하였다. 이 때 나온 것이 『한국한자어사전』의 초판본이다.
참고로 『한한대사전』은 1999년 4월 16일 초판본 제1권이 출간되었다. 단국대학교 동양학연구소(현 동양학연구원)에서 나머지 2권, 3권, 4권을 일괄하여 1996년 11월 3일, 전 4권을 완간하였다.

## 사전의 특징
| 한국한자어사전 출간일자 | 한국한자어사전 출간일자 | 한국한자어사전 출간일자 | 한국한자어사전 출간일자 |
| ----------------------- | ----------------------- | ----------------------- | ----------------------- |
| 1992년 9월 23일         | 一部, 子部              | 제1권                   | 1,198면                 |
| 1996년 11월 3일         | 穴部, 木部              | 제2권                   | 1,144면                 |
| 1996년 11월 3일         | 欠部, 艸部              | 제3권                   | 1,046면                 |
| 1996년 11월 3일         | 虍部, 龠部              | 제4권                   | 1,132면                 |

단국대학교 동양학연구소에서 1996년 11월 3일 단국대학교 개교기념일에 맞춰 완간한 『한국한자어사전』전 4권은 한국에서만 사용하는 고유한자와 어휘 8만 4천단어를 수록하고 있어 『한한대사전』전 16권과 합치면 총 20권이 되는 방대한 내용이다.
이로써 한국은 당분간 다른나라에서 따라오기 힘든 방대한 규모의 한자 전문사전을 확보하게 되었다. 특히 한국에서 만든 한국식 한자, 그리고 한국에서만 사용하는 한국식 한자용어, 한국 인명, 지명, 제도명, 이두 용어, 향찰, 구결 등 약 84,000단어의 출전을 밝힌 『한국한자어사전』전 4권은 국학의 가장 위대한 초석이라고 평할 만하다고 평가하고 있다.
『한국한자어사전』은 한자 채록 대상 전적(典籍)이 150여 종, 총 3,500책에 이르며, 한국식 한자와 한자어를 수집ㆍ정리하여 그 출전(出典)을 밝히고 있다.
고전 해독과 국학 연구의 길잡이로 삼기 위하여 편찬된 이 사전은 한국의 고유 한자와 한자어를 최초로 집대성하였다. 제1권은 (하나)일부(一部) (아들)자부(子部) 1,198면, 제2권은 (움집)혈부(穴部) (나무)목부(木部) 1,144면, 제3권은 (하품)흠부(欠部) (풀)초부(艸部) 1,046면, 제4권은 (호랑이)호부(虍部)  (피리)약부(龠部) 1,132면으로, 그 특징은 다음과 같다.
1. 한자 채록 대상 전적이 『삼국사기』 등 150여 종 총 3,500책에 이름. 

2. 본문 4책에 한자 약 6,000자, 어휘수 약 15만 단어 수록. 

3. 원전에서 확인한 정선된 어휘와 정확, 간결한 주석 수록. 

4. 다양한 출전 발굴과 풍부한 원문 예시. 

5. 부수별, 획수별, 한자 음순에 의한 합리적인 배열. 

6. 인명, 지명, 제도명, 서명, 의학, 음악, 민속 등 다방면에 걸친 어휘 수록. 

7. 고급 양장본에 중성지 사용, 미려하고 견고하게 꾸밈.
따라서 이 사전은 국어학, 국문학, 한문학, 역사학, 한의학, 미술사, 국악, 민속학 등 국학 및 동양학과
인접 사회과학의 전 분야에 필수적인 사전으로 고전 연구의 지속성을 유지하는데 큰 몫을 할 것이다.
1996년에 제37회 한국출판문화상을 수상하였다.

## 사전 디지털화

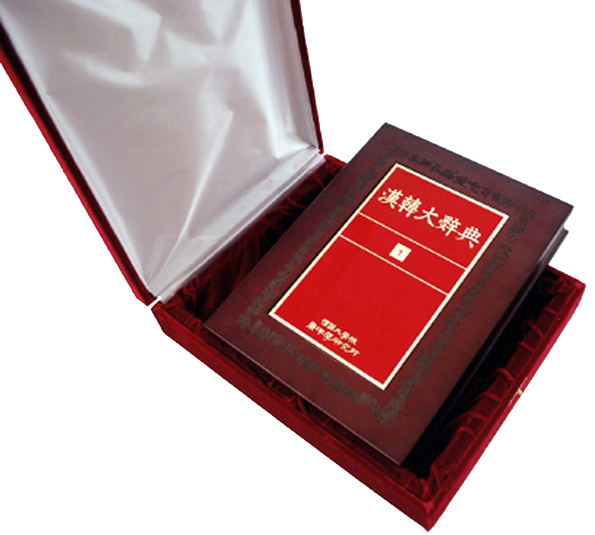
『한한대사전』(漢韓大辭典)

단국대 동양학연구소에서는 『한한대사전』(漢韓大辭典)과 『한국한자어사전』(韓國漢字語辭典)의 디지털화를 선언하면서 “두 사전은 중복되지 않기 때문에 이번 디지털화 과정에서 두 사전을 단순 통합하는 데서 한 발짝 더 나아가 기존 사전에서 미비했던 점을 보충하고 오류도 바로잡겠다”고 밝혔다. 특히 디지털화로 통합을 하게 되는 한국어 한자사전까지 보완함으로 디지털 『한한대사전』은 다른 나라에서 나온 한자사전과 차별화된 특징과 장점을 갖추게 될 것이라는 점을 강조하였다. (단국대학교 동양학연구소 간행물소개 참조)
이미 2008년 색인 1권을 포함해 전 16권으로 완성된 세계 최대의 한자사전 ‘『한한대사전』’의 디지털화 작업을 본격적으로 시작했다고 밝히면서 “디지털화를 위한 예산을 한국학중앙연구원(일명 한중연)을 통해 매년 1억9,000만원씩 3년간 지원받게 되며 2010년 6월 21일부터 사업에 착수했다”고 2010년 7월 26일 공식 발표했다.
단국대 동양학연구소는 사전이 디지털화가 마무리되면 네티즌들은 모두 2만5000여쪽 분량의 인터넷 한자사전을 무료로 쓸 수 있게 된다고 밝히고 있다. 또 단순한 웹서비스뿐 아니라 다국어서비스, 자동 번역 등의 서비스도 함께 이용할 수 있게 된다는 것을 강조하는 것이어서 추가 서비스가 예상된다.단국대 동양학연구원은 사전의 디지털화를 성공하여 ㈜네이버와 함께 2017년 9월 1일부터 <한국한자어사전> 인터넷 검색 서비스를 시작한다고 밝혔다. 이로써 단국대 동양학연구원이 공개한 <한국한자어사전> 검색 서비스를 통해 전문연구자는 물론 일반 대중도 고유 한국한자어 콘텐츠를 손쉽게 접할 수 있게 되었다.

## 기타
단국대학교 동양학연구원 관계자는 “2009년 말부터 진행한 디지털화 사전의 기획 의도는 문학적 지식을 하나로 총체화시켜 사회에 환원하자는 것이었으나 책으로 묶으니 워낙 방대하고 가격도 비싸 한정된 독자에게 국한되는 면이 있었다”면서 “인문학자는 물론, 대한민국과 세계의 독자들이 인터넷을 통해 무료로 디지털화된 한자사전 서비스를 받게 될 것”이라고 전했다.
또한 동양학연구원은 컴퓨터 오피스를 보급하고 있는 한글과컴퓨터와 '디지털한한대사전' 활용과 '한컴오피스' 한자자형 및 한자자전 정비에 관한 업무 협약을 체결했다고 2012년 4월 16일 밝혔다. 동양학연구원은 2009년부터 자체적으로 디지털한한대사전 편찬을 위하여 '『한한대사전』' 및 '『한국한자어사전』'의 텍스트 변환, 웹폰트(서체) 개발을 위한 폰트의 유니코드화, 사전통합편집기 개발 등의 사업을 진행해 왔었다.
협약에 따라 오는 2012년 12월까지 수록 한자를 함초롬체로 등록하게 되며 기존 함초롬체 등록 한자 가운데 잘못된 글자나 미등록 한자 등도 한자를 기반으로 새롭게 정비하고 정보화 사회의 변화에 맞춰 간다는 계획과 함께 첫 번째 사업으로 단국대 부설 북방문화연구소가 '『한한대사전』' 및 '『한국한자어사전』'으로 세계 최초로 거란의 역사를 담은 '요사(遼史)'를 국역해 한국 상고사 연구뿐만 아니라 고대·중세사 연구에도 큰 영향을 미칠 것으로 보여 학계의 관심을 모으고 있다.
단국대는 2012년 교수신문사가 개최한 '대학의 유산, 한국의 미래다'에서 '『한한대사전』(전16권)'이 가장 높은 평가를 받아 4월 30일 프레스센터에서 교과부장관상을 받았다고 밝혔다. 이번 사업은 대학이 지닌 유산 가운데 학문적 성과가 우수하고 사회에 기여할 만한 유산을 발굴, 널리 알리기 위한 것으로 2010년 12월부터 최근까지 진행됐는데 전국 44개 대학이 79점의 유산을 출품했으며 기획의도의 부합성, 유산의 역사성, 사회적 기여 가능성, 잠재성, 세계적 가능성 등을 평가해 총 13점이 자랑할 만한 유산으로 선정됐다. 이 가운데 심층 선정 과정을 거쳐 최종 5편의 수상작이 결정됐으며 단국대의 『한한대사전』이 그중에 가장 높은 점수를 받은 것으로 알려졌다.

## 주해
1. ↑  단국대는 세계에서 가장 권위있는 영어사전인 영국 옥스퍼드대학의 옥스포드 영어 사전도 이제 더 이상 종이로 발행하지 않는다고 발표하고 디지털화로 변모하듯이 정보기술(IT)과 문화기술(CT)을 결합하여 계속적인 업데이트를 통해 정보화 사회에 맞는 사전으로 변화시키는 사전의 디지털화를 선언하였다.

## 같이 보기
- 『사전』
- 『자전』
- 『한한대사전』
- 『한국어의 한자어』
- 『한국제 한자어』
- 동양학연구원